# Prix de la Ville de Grammont
Le Prix de la Ville de Grammont, en néerlandais Stadsprijs Geraardsbergen, est une course cycliste disputée à Grammont en Belgique. Créée en 1912, elle est l'une des kermesses cyclistes les plus importantes de la saison, au même titre que celle disputée à Gullegem, plus tôt dans la saison réunissant les principaux coureurs du peloton cycliste belge. Elle est, à ce titre, l'une des épreuves les plus prisées de la saison en Belgique par bon nombre de coureurs étant à la recherche d'un contrat pour la saison à venir.

## Histoire
Le Stadsprijs Geraardsbergen est la kermesse la plus disputée du calendrier des kermesses professionnelles belges. Elle est ouverte à tous les cyclistes professionnels ainsi qu'à quelques amateurs bénéficiant de Wild-Cards. Cette course est l'une des plus réputées du calendrier cycliste belge car elle réunit certains des plus grands coureurs du peloton international. Ainsi, certains des plus grands champions de l'histoire du cyclisme ont inscrit leur nom au palmarès de cette kermesse mythique à forte réputation. On retrouve notamment au palmarès le Belge Ferdi Van Den Haute, actuel recordman de victoires sur l'épreuve avec 7 succès acquis en 1977, 1978, 1983, 1984, 1985 et en 1986. Le « cannibale », Eddy Merckx, véritable héros du cyclisme en Belgique s'est imposé ici en 1971, année où il remportait entre autres le Tour de France, Milan-San Remo, Liège-Bastogne-Liège, le Tour de Lombardie, le Het Volk ou encore le Championnat du monde. Le Belge Dirk Demol, actuel directeur sportif de l'équipe RadioShack-Leopard et vainqueur de Paris-Roubaix en 1988 s'était, quant à lui, imposé à Grammont en 1987. L'Australien Robbie McEwen, s'était lui imposé en 2005 alors qu'il réalisait l'une de ses meilleures saison remportant le maillot vert du Tour de France ainsi que 3 étapes, 3 étapes également sur le Tour d'Italie, le Championnat d'Australie, Paris-Bruxelles ou encore le Grand Prix de Fourmies.

## Palmarès
| Année | Vainqueur                | Deuxième                 | Troisième              |
| ----- | ------------------------ | ------------------------ | ---------------------- |
| 1912  | Aloïs Persijn            | Jozef Van Isterdael      | Abel De Vogelaere      |
| 1913  | Camiel Haeck             | René Anno                | Paul Sartiaux          |
| 1927  | Lucien Buysse            | Désiré Louesse           | August Mortelmans      |
| 1933  | Alfred Hamerlinck        | Désiré Louesse           | Joseph Moerenhout      |
| 1934  | Alfred Hamerlinck        | Lode Roels               | André Defoort          |
| 1935  | Theo Middelkamp          | Jérome France            | Frans Van Puyvelde     |
| 1938  | Antoine Dignef           |                          |                        |
| 1942  | Georges Claes            | Albert Ritserveldt       |                        |
| 1943  | Marcel Boumon            |                          |                        |
| 1946  | Albert Ritserveldt       |                          |                        |
| 1947  | Michel Remue             |                          |                        |
| 1948  | August Van Gaever        | Albert Decin             |                        |
| 1949  | Emiel Faignaert          | Albert Decin             | Maurice Van Herzele    |
| 1950  | Michel Decroix           |                          |                        |
| 1951  | Basiel Wambeke           |                          |                        |
| 1952  | Léopold Degraeveleyn     |                          |                        |
| 1953  | Omer Braekevelt          |                          |                        |
| 1954  | Gérard Devogel           | Alex Close               |                        |
| 1956  | Michel Van Aerde         | Lucien Mathys            | Pino Cerami            |
| 1957  | Michel Van Aerde         | Pino Cerami              | Edgard Sorgeloos       |
| 1958  | Richard Van Genechten    | Willy Truye              | Henri Van Den Bossche  |
| 1959  | Frans Aerenhouts         | Julien Pascal            | Frans De Mulder        |
| 1960  | Roger De Coninck         | Joseph Planckaert        | Marcel Vandenbossche   |
| 1961  | René Van Meenen          | Roger Coppens            | Piet Rentmeester       |
| 1962  | Jaak De Boever           | René Van Meenen          | Roger Verlee           |
| 1963  | Willy Bocklant           | Joseph Planckaert        | René Van Meenen        |
| 1964  | Joseph Planckaert        | Arnould Flecy            | André Noyelle          |
| 1965  | Jaak De Boever           | Remi Van Vreckom         | Piet Rentmeester       |
| 1966  | Bernard Van De Kerckhove | Jozef Timmerman          | Victor Nuelant         |
| 1967  | Jean-Marie Gorez         | Remi Van Vreckom         | Jo de Roo              |
| 1968  | André Hendryckx          | Jaak De Boever           | Willy Donie            |
| 1969  | Julien Van Lint          | Herman Vrijders          | Fernand Hermie         |
| 1970  | Julien Van Lint          | Hubert Hutsebaut         | Eric Raes              |
| 1971  | Eddy Merckx              | Roger Swerts             | Lucien Willekens       |
| 1972  | Dirk Baert               | Roger Kindt              | Willy Van Malderghem   |
| 1973  | Jos Huysmans             | Jos De Schoenmaecker     | Lucien De Brauwere     |
| 1974  | Willy Teirlinck          | Michel Pollentier        | Walter Planckaert      |
| 1975  | Marc Demeyer             | Gerard Harings           | Daniel Verplancke      |
| 1976  | Michel Pollentier        | Marc Demeyer             | Ferdi Van Den Haute    |
| 1977  | Ferdi Van Den Haute      | Luc Leman                | Pol Verschuere         |
| 1978  | Ferdi Van Den Haute      | Willy Teirlinck          | Frank Hoste            |
| 1979  | Eric Van de Wiele        | Frank Hoste              | Paul Jesson            |
| 1980  | Ferdi Van Den Haute      | Marcel Laurens           | Frans Van Looy         |
| 1981  | Marc Goossens            | Marcel Van der Slagmolen | William Tackaert       |
| 1982  | Rudy Pevenage            | Jean-Luc Vandenbroucke   | Jostein Wilmann        |
| 1983  | Ferdi Van Den Haute      | Rudy Pevenage            | Philippe Poissonnier   |
| 1984  | Ferdi Van Den Haute      | Rudy Rogiers             | Dirk De Wolf           |
| 1985  | Ferdi Van Den Haute      | Dirk Durant              | Marc Sergeant          |
| 1986  | Ferdi Van Den Haute      | Dirk Durant              | Rudy Brusselman        |
| 1987  | Dirk Demol               | Carlos Malfait           | Michel Vermote         |
| 1988  | Allan Peiper             | Nico Verhoeven           | André Lurquin          |
| 1989  | Patrick Tolhoek          | Dean Woods               | Rudy Dhaenens          |
| 1990  | Dirk Heirweg             | Adrie van der Poel       | Guido Eickelbeck       |
| 1991  | Marco van der Hulst      | Danny Daelman            | Johan Verstrepen       |
| 1992  | Hendrik Redant           | Eric De Clercq           | Fabrice Naessens       |
| 1993  | Edwig Van Hooydonck      | Sammie Moreels           | Alain Van den Bossche  |
| 1994  | Serge Baguet             | Danny Nelissen           | Wim Omloop             |
| 1995  | Andreï Tchmil            | Henk Vogels              | Frank Vandenbroucke    |
| 1996  | Andy De Smet             | Robbie Vandaele          | Magnus Backstedt       |
| 1997  | Robbie Vandaele          | Stéphane Hennebert       | Oleg Pankov            |
| 1998  | Koen Beeckman            | Sébastien Demarbaix      | Pauly Burke            |
| 1999  | Tony Bracke              | Jurgen Van de Walle      | Dmitriy Fofonov        |
| 2000  | Serge Baguet             | Marcus Ljungqvist        | Bert Grabsch           |
| 2001  | Berry Hoedemakers (nl)   | Hans De Clercq           | Dany Baeyens           |
| 2002  | Erwin Thijs              | Serge Baguet             | Peter Wuyts            |
| 2003  | Kevin Van der Slagmolen  | Kevin Van Impe           | Christophe Stevens     |
| 2004  | Sjef De Wilde            | Hans De Meester          | Koen Barbé             |
| 2005  | Robbie McEwen            | Björn Leukemans          | Sven Nevens            |
| 2006  | Bert Scheirlinckx        | Gil Suray                | Kenny Van Der Schueren |
| 2007  | Thomas De Gendt          | Wesley Sulzberger        | Frederiek Nolf         |
| 2008  | Dirk Bellemakers         | Koen Barbé               | Björn Leukemans        |
| 2009  | Steven Caethoven         | Nicholas Walker          | Kenny Dehaes           |
| 2010  | Michael Van Staeyen      | Björn Leukemans          | Gorik Gardeyn          |
| 2011  | Jos van Emden            | Steven De Neef           | Jürgen Roelandts       |
| 2012  | Björn Leukemans          | Greg Van Avermaet        | Johnny Hoogerland      |
| 2013  | Nicolas Vereecken        | Bert De Backer           | Dylan Groenewegen      |
| 2014  | Dennis Coenen            | Kenneth Vanbilsen        | Björn Leukemans        |
| 2015  | Björn Leukemans          | Jérôme Baugnies          | Coen Vermeltfoort      |
| 2016  | Mihkel Räim              | Mike Teunissen           | Nicolas Vereecken      |
| 2017  | Xandro Meurisse          | Jarno Gmelich            | Berden de Vries        |
| 2018  | Alfdan De Decker         | Boris Vallée             | Trond Trondsen         |
| 2019  | Håkon Aalrust            | Dennis Coenen            | Ivar Slik              |
| 2020  | pas de course            | pas de course            | pas de course          |
| 2021  | Xandro Meurisse          | Gianni Marchand          | Logan Currie           |
| 2022  | Mathieu van der Poel     | David van der Poel       | Bart Lemmen            |